# Helena Paszkiewicz
Helena Anna Paszkiewicz (ur. 18 lutego 1908, zm. 1 sierpnia 2001 w Londynie) – major Polskich Sił Powietrznych, inspektorka Pomocniczej Lotniczej Służby Kobiet w czasie II wojny światowej.

## Życiorys
Helena Paszkiewicz w 1941 r. wstąpiła do brytyjskiej służby pomocniczej Royal Air Force Women’s Auxiliary Air Force (WAAF). 31 sierpnia 1941 r. rozpoczęła przeszkolenie, które zakończyła 1 października 1941 r. Została awansowana do stopnia Aircraftwoman 1st Class (starszy szeregowiec) i przez półtora roku służyła jako pielęgniarka.
Po powstaniu w lutym 1943 r. Pomocniczej Lotniczej Służby Kobiet (PLSK) zwolniła się z WAAF i wstąpiła do PLSK. Była jedną z pierwszych 36 ochotniczek w tej formacji. 1 maja 1943 r. rozpoczęła polski kurs rekrucki w Falkirk w Szkocji, który zakończył się 10 czerwca. Następnie 17 czerwca, razem z pozostałymi ochotniczkami ponownie została przyjęta do WAAF, a 18 czerwca rozpoczęła pięciotygodniowy brytyjski kurs rekrucki w Wilmslow. Wspólnie z 11 innymi ochotniczkami została skierowana na kurs oficerski do Windermere, który trwał od 20 sierpnia do 19 października.
Po kursie została awansowana do stopnia podporucznika/Assistant Section Officer (Polki nosiły podwójne stopnie wojskowe: polski i brytyjski). Została mianowana przez brytyjskie Ministerstwo Lotnictwa (PLSK było częścią WAAF) pierwszą komendantką PLSK. Po awansie na porucznika/Section Officer, 20 maja 1944 została kapitanem/Flight Officer, a w końcu majorem/Squadron Leader.